# Gδ-множина
G-дельта-множина, Gδ-множина — множина, яка може бути представлена, як перетин зліченої кількості відкритих множин. Нотацію створили в Німеччині, і G означає окіл (нім. Gebiet) в тому сенсі що множина відкрита, а δ - перетин (нім. Durchschnitt. Gδ-множини і дуальні до них, Fσ множини, входять до другого рівня ієрархії Бореля.